# مؤسسات فناوری هند
مؤسسات فناوری هندوستان (به انگلیسی: Indian Institutes of Technology) مشهور به آی‌آی‌تی (IITs) نام مجموعه‌ای از معتبرترین دانشگاه‌های کشور هند است. این مؤسسات آموزش عالی گروهی متشکل از ۱۸ دانشگاه مستقل معتبر و پنج دانشگاه در حال افتتاح است که به عنوان «مؤسسهٔ مهم ملی» توسط پارلمان هند اعلام و تأسیس شده‌اند.

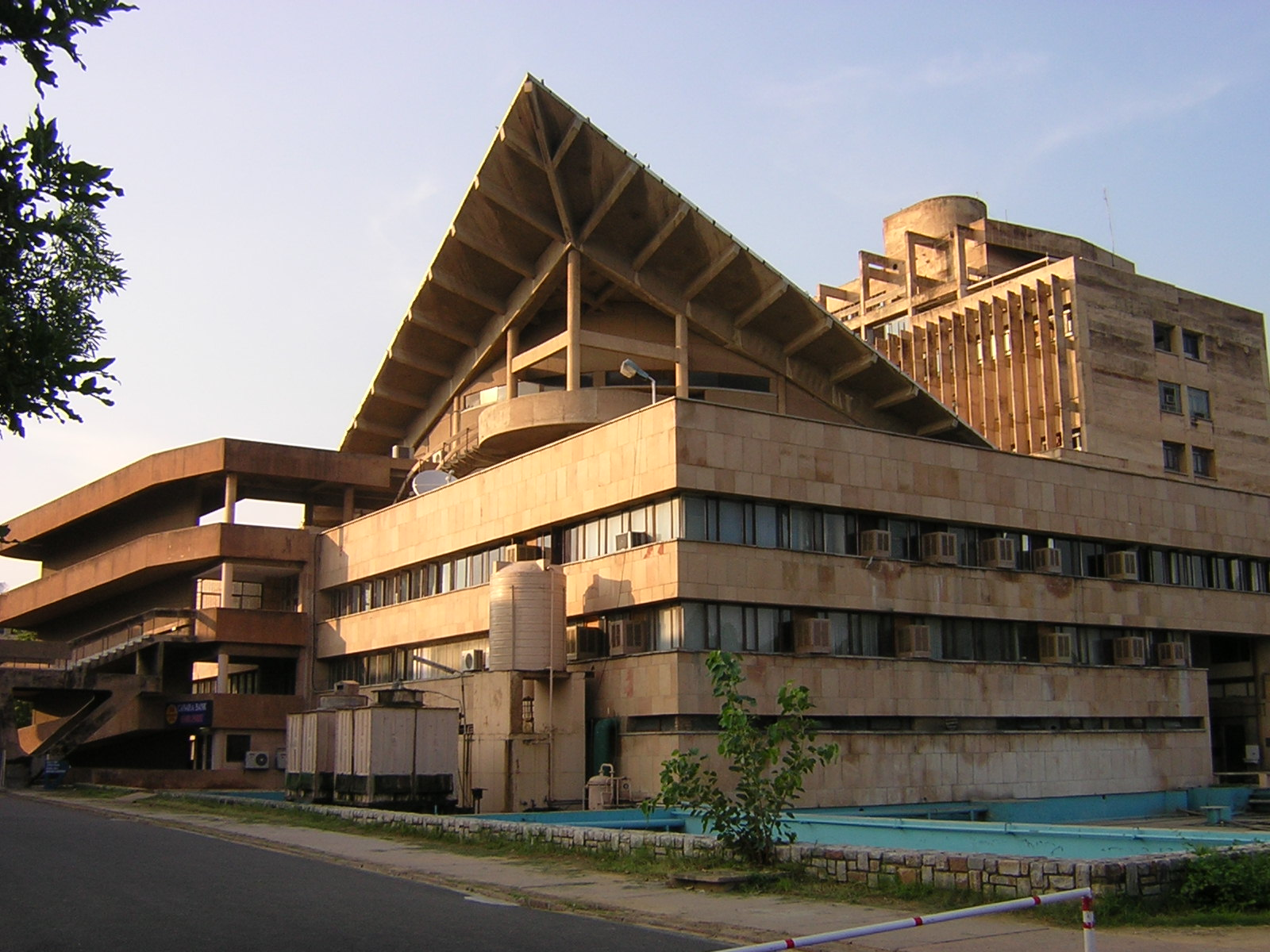
ساختمان ریاضی دانشگاه آی‌آی‌تی دهلی

## اعتبار
دانشگاه‌های آی‌آی‌تی به عنوان «مؤسسهٔ مهم ملی» توسط «شورای فراگیر هند برای آموزش‌های فنی» به رسمیت شناخته شده‌است.
آزمون‌های ورودی IIT-JEE و GATE دو عامل مهم در موفقیت دانشگاه‌های آی‌آی‌تی محسوب می‌شود و دانشگاه‌های آی‌آی‌تی را قادر می‌سازد تا فقط دانشجویان شایسته را بپذیرید؛ و به اعتبار نام آی‌آی‌تی منجر شده‌است.
از عوامل دیگری که به موفقیت دانشگاه‌های آی‌آی‌تی کمک کرده روش‌های علمی دقیق استخدام و همکاری با صنایع می‌باشد. این روش برای انتخاب اعضای هیئت علمی در دانشگاه‌های آی‌آی‌تی در مقایسه با دیگر موسسات آموزشی با درجه مشابه، سختگیرانه‌تر است. دارا بودن مدرک دکترا پیش شرط قرار ملاقات برای استخدام اعضای هیئت علمی است.
فارغ التحصیلان دانشگاه‌های آی‌آی‌تی مورد احترام همسالان، دانشگاه‌ها و صنعت قرار دارند.
مجلس نمایندگان ایالات متحده آمریکا طی قطعنامه‌ای بر نقش آمریکایی‌های هندی‌تبار به خصوص فارغ التحصیلان دانشگاه‌های آی‌آی‌تی در کمک به جامعه آمریکا تأکید مجدد کرده و بر آن ارج نهاده‌است.
چین نیز به‌طور مشابه، بر ارزش و نقش مؤثر فارغ التحصیلان دانشگاه‌های آی‌آی‌تی تأکید کرده.

## پذیرش دانشجو
روند عمومی پذیرش دانشجو در این دانشگاه‌ها در مقطع کارشناسی از طریق «آزمون ورودی مشترک» انجام می‌شود که با نام IIT-JEE مشهور است. ظرفیت پذیرش در مقطع کارشناسی در سال حدود ۸٬۰۰۰ نفر از داوطلبان پذیرفته‌شده در این آزمون است.
همچنین از طریق آزمون‌های JAM ,JMET ,GATE و CEED پذیرش دانشجو صادر می‌شود که حدود ۱۵٬۵۰۰ نفر برای مقطع کارشناسی، ۱۲٬۰۰۰ نفر کارشناسی ارشد به‌علاوهٔ تعدادی پژوهشگر در مقطع دکتری در مجموعهٔ IITها پذیرفته می‌شوند.

## رتبه‌بندی و سطح علمی
در رتبه‌بندی دانشگاه‌های هند، همواره آی‌آی‌تی‌ها با توجه به کیفیت علمی، آموزش استاندارد، نحوهٔ پذیرش دانشجو، امکانات و تجهیزات پژوهشی و محوطهٔ دانشگاه بالاتر از دانشکده‌های مهندسی و فنی دیگر هند قرار داشته‌اند.
در بررسی دانشگاه‌های مهندسی و فنی هند از نظر کیفیت علمی، استاندارد آموزش، نحوهٔ پذیرش دانشجو، امکانات و تجهیزات پژوهشی و محوطهٔ دانشگاه همواره آی‌آی‌تی‌ها بالاتر از دانشکده‌های دیگر هند قرار داشته‌اند.
در بررسی‌های بین‌المللی نیز آی‌آی‌تی‌ها موفق به دستیابی به بالاترین رتبه‌بندی شده‌اند و اکثر آن‌ها در بالای فهرست مؤسسات مهندسی قرار می‌گیرند. آی‌آی‌تی بمبئی در سال ۲۰۰۹ به عنوان سی‌امین دانشگاه برتر جهان در میان دانشگاه‌های مهندسی و فناوری و رتبهٔ ۱۶۳ در میان کل دانشگاه‌های جهان شناخته شده‌است.
در رتبه‌بندی جهانی سال ۲۰۱۵ تنها شش مؤسسه آموزشی در هند در ۳۰۰ رتبه بالا ارزیابی شدند که ۵ دانشگاه آی‌آی‌تی از آن جمله‌اند. آی‌آی‌تی دهلی در رتبه ۱۷۹، آی‌آی‌تی بمبئی در رتبه ۲۰۲، آی‌آی‌تی مدرس در رتبه ۲۵۴، آی‌آی‌تی کانپور در رتبه ۲۷۱ و آی‌آی‌تی کاراگپور در رتبه ۲۸۶. در رتبه‌بندی آموزش عالی تایمز تنها مؤسسه که در ۴۰۰ رتبه بالا ذکر شده بود آی‌آی‌تی بمبئی در رده ۳۵۱–۴۰۰ بود. در رتبه‌بندی تایمز آسیا آی‌آی‌تی رورکی، آی‌آی‌تی بمبئی، آی‌آی‌تی دهلی، آی‌آی‌تی خاراگپور و آی‌آی‌تی مدرس به ترتیب در رتبه‌های ۵۵، ۵۷، ۶۵، ۶۹ و ۷۸ قرار داشتند.

## دانشگاه‌ها
به دنبال مصوبهٔ مجلس هند، دانشگاه‌های آی‌آی‌تی در شهرهای مختلف هند به این ترتیب افتتاح شدند:
- کاراگپور در سال ۱۹۵۰ (به عنوان آی‌آی‌تی سال ۱۹۵۱)
- بمبئی در سال ۱۹۵۸
- چنای در سال ۱۹۵۹
- کان‌پور در سال ۱۹۵۹
- دهلی در سال ۱۹۶۱ (به عنوان آی‌آی‌تی سال ۱۹۶۳)
- گواهاتی در سال ۱۹۹۴
- رورکی در سال ۱۸۴۷ (به عنوان آی‌آی‌تی سال ۲۰۰۱)
- بوبانسور در سال ۲۰۰۸
- گندی‌نگر در سال ۲۰۰۸
- حیدرآباد در سال ۲۰۰۸
- پتنا در سال ۲۰۰۸
- راجستان در سال ۲۰۰۸
- ایندور در سال ۲۰۰۹
- ماندی در سال ۲۰۰۹

برخی از آی‌آی‌تی‌ها با کمک‌های مالی یا استفاده از مهارت‌های فنیِ ارائه‌شده از طرف سازمان یونسکو، آلمان، ایالات متحده، ژاپن و اتحاد جماهیر شوروی تأسیس شده‌اند.
هر آی‌آی‌تی دانشگاهی خودمختار است که از طریق یک شورای مشترک که نظارت عالی بر ادارهٔ آن‌ها را عهده‌دار است با یکدیگر ارتباط پیدا می‌کنند.
| شماره سری | نام                                                                                   | نام مخفف | تاریخ تأسیس                 | اندازه پردیس (جریب)                     | مدیر                                    | ایالت         |
| --------- | ------------------------------------------------------------------------------------- | -------- | --------------------------- | --------------------------------------- | --------------------------------------- | ------------- |
| ۱         | آی‌آی‌تی کاراگپور                                                                       | IITKGP   | ۱۹۵۱                        | ۲۱۰۰                                    | Partha Pratim Chakraborty               | بنگال غربی    |
| ۲         | آی‌آی‌تی بمبئی                                                                          | IITB     | ۱۹۵۸                        | ۵۵۰                                     | Prof. Devang V. Khakar                  | ماهاراشترا    |
| ۳         | IIT Kanpur                                                                            | IITK     | ۱۹۵۹                        | ۱۰۵۵                                    | Dr. Indranil Manna                      | اوتار پرادش   |
| ۴         | آی‌آی‌تی مدرس                                                                           | IITM     | ۱۹۵۹                        | ۶۲۰                                     | Dr. Bhaskar Ramamurthi                  | تامیل نادو    |
| ۵         | IIT Delhi                                                                             | IITD     | ۱۹۶۳‡ (تأسیس اولیه در ۱۹۶۱) | ۳۲۰                                     | Prof. V Ramgopal Rao                    | دهلی          |
| ۶         | IIT Guwahati                                                                          | IITG     | ۱۹۹۴                        | ۷۰۴                                     | Gautam Biswas                           | آسام          |
| ۷         | IIT Roorkee                                                                           | IITR     | ۲۰۰۱‡ (تأسیس اولیه در ۱۸۴۷) | ۳۶۵                                     | Pradipta Bannerjee                      | اوتارانچاند   |
| ۸         | IIT (BHU) Varanasi                                                                    | IIT(BHU) | ۲۰۰۸‡ (تأسیس اولیه در ۱۹۱۹) |                                         | Prof. Rajeev Sangal                     | اوتار پرادش   |
| ۹         | IIT Bhubaneswar                                                                       | IITBBS   | ۲۰۰۸                        |                                         | Prof. R. V. Raj Kumar                   | اودیسا        |
| ۱۰        | IIT Gandhinagar                                                                       | IITGN    | ۲۰۰۸                        | ۴۵۰                                     | Prof. Sudhir K. Jain                    | گجرات         |
| ۱۱        | IIT Hyderabad                                                                         | IITH     | ۲۰۰۸                        |                                         | Prof. U. B. Desai                       | تلنگانا       |
| ۱۲        | IIT Jodhpur                                                                           | IITJ     | ۲۰۰۸                        | ۹۰۰                                     | Prof. C. V. R. Murthy                   | راجستان       |
| ۱۳        | IIT Patna                                                                             | IITP     | ۲۰۰۸                        | ۵۰۱                                     | Prof. Pushpak Bhattacharya              | بیهار         |
| ۱۴        | IIT Ropar                                                                             | IITRPR   | ۲۰۰۸                        | ۵۴۵                                     | Sarit Kumar Das                         | پنجاب         |
| ۱۵        | IIT Indore                                                                            | IITI     | ۲۰۰۹                        | ۵۲۵                                     | Pradeep Mathur                          | مادیا پرادش   |
| ۱۶        | IIT Mandi                                                                             | IITMandi | ۲۰۰۹                        | ۵۳۸                                     | Timothy A. Gonsalves                    | هیماچال پرادش |
| ۱۷        | IIT Palakkad                                                                          | IITPKD   | ۲۰۱۵                        | ۵۰۰                                     |                                         | کرالا         |
| ۱۸        | IIT Tirupati                                                                          | IITTP    | ۲۰۱۵                        | ۵۹۰                                     |                                         | آندرا پرادش   |
| ۱۹        | IIT Dhanbad                                                                           | IITDHN   | ۲۰۱۶‡ (تأسیس اولیه در ۱۹۲۶) |                                         | Prof. D C Panigrahi                     | جارکند        |
| ۲۰        | IIT چتیسگر، بالای (Temporary classes to be held at رای‌پور)                            | IITC     | ۲۰۱۶                        | دوره تحصیلی در سال ۲۰۱۶ برگزار خواهد شد | دوره تحصیلی در سال ۲۰۱۶ برگزار خواهد شد | چاتیسگر       |
| ۲۱        | IIT گوا (Temporary classes to be held in Goa Engineering College at Farmagudi, Ponda) | IITGoa   | ۲۰۱۶                        | دوره تحصیلی در سال ۲۰۱۶ برگزار خواهد شد | دوره تحصیلی در سال ۲۰۱۶ برگزار خواهد شد | گوا           |
| ۲۲        | IIT جامو، جامو و کشمیر                                                                |          | ۲۰۱۶                        | دوره تحصیلی در سال ۲۰۱۶ برگزار خواهد شد | دوره تحصیلی در سال ۲۰۱۶ برگزار خواهد شد | جامو و کشمیر  |
| ۲۳        | IIT Dharwad , کارناتاکا،                                                              |          | ۲۰۱۶                        | دوره تحصیلی در سال ۲۰۱۶ برگزار خواهد شد | دوره تحصیلی در سال ۲۰۱۶ برگزار خواهد شد | کارناتاکا     |

‡ – سال تبدیل به آی‌آی‌تی

## دانش‌آموختگان
بسیاری از دانش‌آموختگان آی‌آی‌تی‌ها در تخصص‌های مختلفی موفقیت‌های چشم‌گیر داشته‌اند. از جمله وینود کسلا از بنیان‌گذاران اصلی شرکت سان مایکروسیستمز از جمله دانش‌آموختگان آی‌آی‌تی می‌باشد. ساندار پیچای، مدیرعامل اجرایی گوگل نیز دانش‌آموختهٔ مؤسسه فناوری هند کاراگپور است.